# (29771) 1999 CA31
A (29771) 1999 CA31 a Naprendszer kisbolygóövében található aszteroida. A LINEAR projekt keretében fedezték fel 1999. február 10-én.